# Umm Isa bint Musa al-Hadi
Umm Isa bint Musa al-Hadi (arabisch أم عيسى بنت موسى الهادي; geb. vor 787, gest. im 9. Jahrhundert) war eine Prinzessin der Abbasiden-Dynastie und Kalifengattin. Sie war eine der beiden Töchter des vierten Abbasiden-Kalifen Musa al-Hadi (766/767–786, reg. 785–786) und eine Ehefrau des siebten Abbasiden-Kalifen al-Ma'mun (786–833, reg. 813–833).

## Leben
Umm Isa bint Musa al-Hadi war neben Umm al-Abbas bint Musa al-Hadi eine der beiden Töchter des vierten Abbasiden-Kalifen Musa al-Hadi (766/767–786). Im Jahr 804/5 oder 809 heiratete sie ihren Cousin al-Ma'mun (786–833), einen der Söhne Harun al-Raschids (766–809, reg. 786–809). Sie gar ihm seine beiden ältesten Söhne Muhammad al-Asghar und einen weiteren namens Abdallah oder Ubaidallah.

## Rezeption in der klassisch-arabischen Literatur
Umm Isa bint Musa al-Hadi wird in der klassisch-arabischen Literatur unter anderem im Geschichtswerk von al-Tabari erwähnt.